# Bobby Dalbec
Robert Vernon Dalbec (29 de junio de 1995) es un beisbolista estadounidense, que se desempeña como infielder de los Boston Red Sox en las Grandes Ligas. Jugó a nivel universitario para los Arizona Wildcats de la Universidad de Arizona . Mide 6 pies 4 pulgadas (1,9 m) y pesa 227 libras (103 kg), batea y lanza con la mano derecha.

## Carrera amateur
Dalbec asistió a Legend High School en Parker, Colorado, donde jugó para el equipo de béisbol de la escuela como campocorto y lanzador . También jugó en el equipo de baloncesto durante dos temporadas. No fue seleccionado en el draft de las Grandes Ligas de Béisbol (MLB) debido a su fuerte compromiso de asistir a la Universidad de Arizona . Se graduó en Estudios Generales.
Dalbec se inscribió en Arizona para jugar béisbol universitario con los Arizona Wildcats como tercera base, primera base y lanzador de relevo. En su primer año, participó en el derby de jonrones de la National Collegiate Athletic Association. Después de su primera temporada en 2014, jugó béisbol universitario de verano para los Orleans Firebirds de la Cape Cod Baseball League (CCBL), y participó en el concurso All Star Home Run Hitting de la liga.
Como estudiante de segundo año, Dalbec bateó .319/.410/.601 con 15 jonrones en 213 turnos al bate. Después de su segunda temporada en 2015, regresó a los Orleans Firebirds, bateó .284 con 14 jonrones en 33 juegos, y fue incluido en el equipo CCBL 2015 All-League. Tuvo problemas en su tercer año, pero comenzó a mejorar su juego, cuando los Wildcats llegaron a la Serie Mundial Universitaria de 2016 .

## Carrera profesional

### Ligas menores
Los Boston Red Sox seleccionaron a Dalbec en la cuarta ronda del draft de las Grandes Ligas de 2016. Firmó con los Medias Rojas y recibió un bono por firmar de 650 mil dólares, e hizo su debut profesional con los Lowell Spinners de temporada Corta Clase A, donde pasó toda la temporada, bateando .386/.427/.674 con siete jonrones. y 33 impulsadas en 34 juegos.
Dalbec pasó 2017 con Greenville Drive de la Clase A de la Liga del Atlántico Sur; y dejó una ofensiva de.246/.345/.437 con 13 jonrones y 39 carreras impulsadas en 78 juegos, además de batear .259 en 7 juegos de rehabilitación con la GCL Medias Rojas, después de regresar de una lesión en la muñeca.
En 2018, Dalbec comenzó la temporada con los Medias Rojas de Salem, de la Clase A-Advanced Carolina League . En 100 juegos con Salem, bateó .256/.372/.573 mientras lideraba la liga con 26 jonrones y 85 carreras remolcadas en 344 turnos al bate. Dalbec fue ascendido a los Portland Sea Dogs de la Liga del Este Doble A el 3 de agosto. En septiembre, Dalbec fue nombrado Jugador Ofensivo del Año y Jugador Defensivo del Año en los Premios de las Ligas Menores 2018 anunciados por Boston. Ganó el premio al Jugador Más Valioso de la Liga de Carolina. Después de la temporada regular, jugó para los Mesa Solar Sox de la Arizona Fall League .
En 2019, Dalbec comenzó la temporada con Portland, y fue ascendido a los Medias Rojas de Pawtucket de la Liga Internacional Triple-A a principios de agosto. En general, durante 2019, bateó .239/.356/.460 con 27 vuelacercas y 73 carreras impulsadas en 135 juegos.

### Boston Red Sox
Los Medias Rojas agregaron a Dalbec al roster de 40 después de la temporada 2019. Fue enviado a Pawtucket el 8 de marzo de 2020. El 7 de julio, el equipo anunció que había dado positivo por COVID-19; aun cuando permaneció asintomático. El 30 de agosto, Dalbec se agregó a la lista activa de Boston luego del intercambio de Mitch Moreland. Dalbec hizo su debut en la MLB ese día, contra los Washington Nationals; su primer hit en Grandes Ligas fue un jonrón en la tercera entrada frente a Javy Guerra, llegando, en su segundo turno al bate en las Grandes Ligas. En sus primeros 10 juegos en las mayores, Dalbec conectó seis cuadrangulares, incluidos cinco juegos seguidos con un jonrón. En general con los Medias Rojas de 2020, Dalbec bateó .263 con 8 jonrones y 16 carreras impulsadas en 23 juegos. Después de la temporada 2020, Baseball America clasificó a Dalbec como el prospecto número tres de los Boston Red Sox.
Boston le dio a Dalbec la titularidad de la primera base para el Openinng Day, en 2021. El 29 de julio, se convirtió en el jugador de mayor estatura que ha jugado en el campocorto de los Medias Rojas. En agosto, bateó para.339 con 7 vuelacercas y 21 carreras empujadas, y recibió el trofeo del Novato del Mes, de la Liga Americana. Durante la temporada regular, Dalbec tuvo participación en 133 juegos para Boston, bateó .240 con 25 jonrones y 78 impulsadas. En la postemporada, tuvo 8 apariciones, y se fue de 12-0, cuando  Boston avanzó a las Serie de Campeonato de Liga Americana.

## Carrera internacional
El 10 de octubre de 2019, Dalbec fue seleccionado para el equipo nacional de béisbol de los Estados Unidos en el Premier 12 de la WBSC de 2019 . Recibió el reconocimiento al mejor primera base del torneo.

## Vida personal
Dalbec creció en Seattle y era fanático de los Seattle Mariners, Seattle Seahawks y Oklahoma City Thunder . Le gusta la música y toca la guitarra y el piano . 